# Смишинг
Сми́шинг (англ. SMiShing — от «SMS» и «фишинг») — вид фишинга через SMS. Мошенники отправляют жертве SMS-сообщение, содержащее ссылку на фишинговый сайт и мотивирующее её войти на этот сайт. Как вариант жертве предлагается отправить в ответном SMS-сообщении конфиденциальную информацию, касающуюся платёжных реквизитов или персональных параметров доступа на информационно-платёжные ресурсы в сети Интернет.